# Jacob Arlet
Jacob Arlet (* vor 16. Oktober 1661 in Politz, Königgrätzer Kreis; † 27. Dezember 1702 in Grüssau, Fürstentum Schweidnitz) war ein aus Böhmen stammender Zisterziensermönch, der als Maler und Kupferstecher in Schlesien wirkte.

## Leben
Jacob Arlet wurde am 16. Oktober 1661 in Politz getauft. Nach dem Besuch des Braunauer Benediktinergymnasiums trat er in das Zisterzienskloster Grüssau ein, wo er am 21. November 1683 die Ordensgelübte ablegte. 1688 erhielt er bei Prokop Jaschke am Kloster Braunau Unterricht im Kupferstechen. Am 4. Juni 1689 wurde er in Neisse zum Priester geweiht. Es ist nicht bekannt, wo er das Theologiestudium absolvierte.
Am 30. September 1689 begann er bei Michael Willmann in dessen Leubuser Klosterwerkstatt eine Lehre. Zwischen 1690 und 1692 schuf er ein Kupferstichportrait des Heinrichauer Abts Heinrich Kahlert. 1692–1695 arbeitete er als Willmanns Gehilfe an den Deckenfresken der Grüssauer Josephskirche. Aus dem Jahr 1693 stammen vierzehn signierte Kupferstich-Heiligenbilder, die er für das Grüssauer Nothelferbuch schuf, das vom Glatzer Verleger Andreas Frantz Pega gedruckt wurde. Zwischen 1695 und 1697 schuf er einen Kupferstich mit der Darstellung des hl. Joseph für das Andachtsbuch der Josephsbruderschaft in Himmelwitz sowie den Kupferstich mit der Darstellung Grüssauer Christuskind.
Ab 1696 wirkte er als Prediger und Beichtvater in der Grüssauer Propstei Warmbrunn, wo er ab dem 15. November 1698 auch als Chorleiter und Küchenmeister tätig war. Zwei Jahre später kehrte er nach Grüssau zurück und unterrichtete Latein an der Klosterschule. Daneben bekleidete er das Amt des Küchen- und Kellermeisters. Am 27. Dezember 1702 starb er in Grüssau durch einen Sturz auf der Treppe.